# Psyopus
Psyopus (souvent écrit PsyOpus) est un groupe de mathcore américain, originaire de Rochester, New York. Formé en 2002, le groupe est noté pour les performances extrêmement techniques du guitariste Christopher Arp, souvent référées comme du « Arpmandude ». Le groupe joue une forme expérimentale de heavy metal. Le groupe fait paraître son second album Our Puzzling Encounters Considered en février 2007. Il devient inactif dès 2010. En 2011, Christopher Arp poste de nombreuses vidéos de lui sur YouTube expliquant l'inactivité de Psyopus. En octobre 2012, il est annoncé que Psyopus se réunira avec trois membres sur quatre : Chris Arp, Adam Frappolli, et Fred Decoste. Jason Bauers se joint à eux à la batterie.

## Biographie
Psyopus est formé en hiver 2002 à Rochester, New York, par le guitariste Christopher « Arpmandude » Arp (chroniqueur au Decibel Magazine, et ancien guitariste repéré par Limp Bizkit en 2001), le chanteur Adam Frappoli, le bassiste Fred DeCoste, et le batteur Jon Cole. Le groupe signe au label discographique Metal Blade Records pour la parution de leur album Our Puzzling Encounters Considered le 20 février 2007. À la suite de cette parution, ils partent en tournée avec d'autres groupes notables de metal extrême comme Acacia Strain, Job for a Cowboy, et Daath,. En novembre 2006, le groupe poste le titre Insects avant la parution de l'album. En 2007, Fred DeCoste quitte le groupe et est remplacé par Michael Horn, à cette période âgé de 24 ans. Ce dernier, qui aurait quitté le groupe, sera par la suite temporairement remplacé par le bassiste Brent Glover (Bellicist, ex-membre de Reciprocal) en 2009.
En 2008, lors de la tournée Grinding to Cataclysm, Psyopus et le groupe Fuck the Facts s'associent pour reprendre une musique de Metallica, Blackened dont le vidéoclip a été exclusivement posté sur le site Metal Injection. La même année, ils postent une chanson sur leur page MySpace intitulée The Burning Halo, de leur album à venir Odd Senses, ainsi que l'arrivée du chanteur Brian Woodruff (des groupes As This Body et I Exist). Le groupe enregistre son nouvel album du 20 juillet au 16 août 2008, aux côtés de l'ingénieur-son Doug White, aux Watchmen Studios de Lockport, à New York,. Odd Senses est commercialisé le 17 février 2009. Le groupe est interviewé par Hardtimes.ca le 15 avril 2009 à Montréal, Québec, au Canada, dans lequel ils parlent notamment de la sortie de leur album. Bien accueilli par la presse spécialisée,, Odd Senses s'est vendu autour de 800 exemplaires une semaine après parution aux États-Unis, selon Nielsen SoundScan. L'album débute à la 90e place du classement Top New Artist Albums (Heatseekers).
En 2010, Christopher Arp fait paraître un ouvrage intitulé Exploding Fingers: Finger Tapping Mastery For The Electric Guitar. Selon un message posté sur la page officielle MySpace du groupe, « le but de ce bouquin est de donner au lecteur des infos sur les exercices de pratique de guitare d'une différente manière. »

## Membres

### Membres actuels
- Adam Frappolli - chant (2002–2007, depuis 2012)
- Christopher Arp - guitare (depuis 2012)
- Fred DeCoste - basse (2002–2007, depuis 2012)
- Jason Bauers - batterie, percussions (depuis 2007)

### Anciens membres
- Brian Woodruff - chant (2008–2010)
- Greg Herman - batterie, percussions (2002–2004)
- Lee Fisher - batterie, percussions (2004–2005)
- Corey Barnes - batterie, percussions (2005–2006)
- Jon Cole - batterie, percussions (2006–2007)
- Harrison Christy - chant solo (2007–2008)
- Michael Horn - basse (2007–2009)
- Travis Morgan - basse (2009, tournées)
- Brian Kelly - basse (2009, tournées)
- Brent Glover - basse (2009, tournées)

## Discographie
- 2004 : Ideas of Reference (Black Market Activities)
- 2007 : Our Puzzling Encounters Considered (Metal Blade)
- 2009 : Odd Senses (Metal Blade)